# Репух
Репух (лат. Petasites) је род дикотиледоних скривеносеменица из фамилије главочика (Asteraceae), који обухвата око 20 врста.